# RLV–TD
RLV–TD는 인도 ISRO가 개발중인 유인 우주왕복선의 축소형 시험모델이다.

## 역사
길이 6.5m, 무게 1.75톤인 RLV–TD는 실제 유인 우주왕복선(RLV)의 약 1/6 크기이다. ISRO는 길이 37.24m, 무게 109톤, 8인승인 애틀랜티스 우주왕복선 보다 긴, 길이 40m의 유인 우주왕복선을 2026년에 발사할 계획이다. RLV-TD 개발비는 10억루피(약 175억원)이다. RLV는 미국 애틀랜티스 우주왕복선 2만2,360달러(약 2,640만원)의 1/10 비용인 1 kg당 2,000달러(약 230만원)의 발사비용을 목표로 개발중이다.

## 시험비행
ISRO는 4회의 시험비행을 계획중이다.
- HEX (Hypersonic Flight Experiment, 초음속 비행 실험) - 2016년 5월 23일 0130 UTC 성공, 2단에 스크램제트 엔진은 아직 장착하지 않았다.
- LEX (Landing Experiment, 착륙 실험)
- REX (Return Flight Experiment, 대기권 재진입 귀환 실험)
- SPEX (Scramjet Propulsion Experiment, 스크램제트 엔진 실험)